# Micromentignatha
Micromentignatha is een geslacht van kevers uit de familie Carabidae, de loopkevers.

## Soorten
- Micromentignatha leai (Sloane, 1905)
- Micromentignatha oblongicollis (W.J. MacLeay, 1888)